# شیلونگ گوانگدونگ
شیلونگ گوانگدونگ (به لاتین: Shilong) یک شهرک در جمهوری خلق چین است که در دونگوان واقع شده‌است.